# Moritzberg (Hildesheim)
Moritzberg is een stadsdeel van de Duitse gemeente Hildesheim, deelstaat Nedersaksen, en telt 9506 inwoners (2007).
Samen met de wijken Waldquelle, Godehardikamp en Bockfeld vormt het het stadsdeel Moritzberg-Bockfeld.

## Geschiedenis
Vanaf de 11e eeuw bestond hier een klooster met een aan St. Mauritius gewijde kerk. Het werd gesticht op een heuvel, die voordien Zierenberg heette en sedert de stichting van het klooster Moritzberg. In 1802 werd het klooster opgeheven.
Van 1196 (toekenning stadsrechten in 1232) tot 1332 lag hier een door immigranten uit Vlaanderen gesticht stadje met de naam Dammstadt, dat de stad Hildesheim zelf economische concurrentie ging aandoen. Het werd door mannen van het Prinsbisdom Hildesheim verwoest en uitgemoord.  Sindsdien was het een bergdorp rondom een politiek onafhankelijk sticht, het voormalige klooster.  Tussen 1519 en 1523 was het tijdens de Hildesheimse Stichtsoorlog in handen van troepen uit Brunswijk. In de Dertigjarige Oorlog werd Moritzberg verscheidene malen belegerd, veroverd en verwoest. 

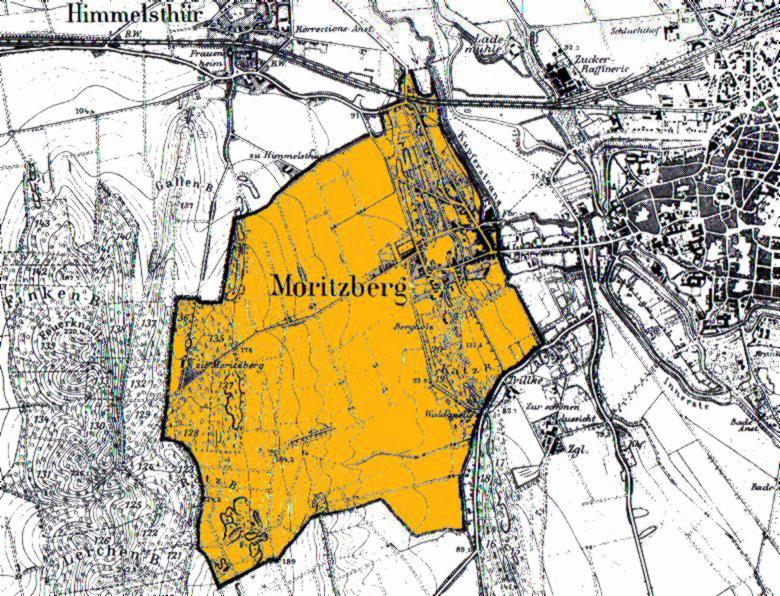
In 1896 was Moritzberg (geel gemarkeerd) nog een aparte plaats

Pas in 1911, toen de fabriekswijken van de stad Hildesheim tot in Moritzburg waren uitgegroeid, werd de plaats een stadsdeel van Hildesheim.

## Bezienswaardigheden
- De rooms-katholieke, romaanse Sint-Mauritiuskerk in de wijk dateert uit de jaren 1058-1072. Dit zeer bezienswaardige kerkgebouw heeft, als een van de weinige grote kerken in de stad, de Tweede Wereldoorlog onbeschadigd doorstaan.

## Afbeeldingen

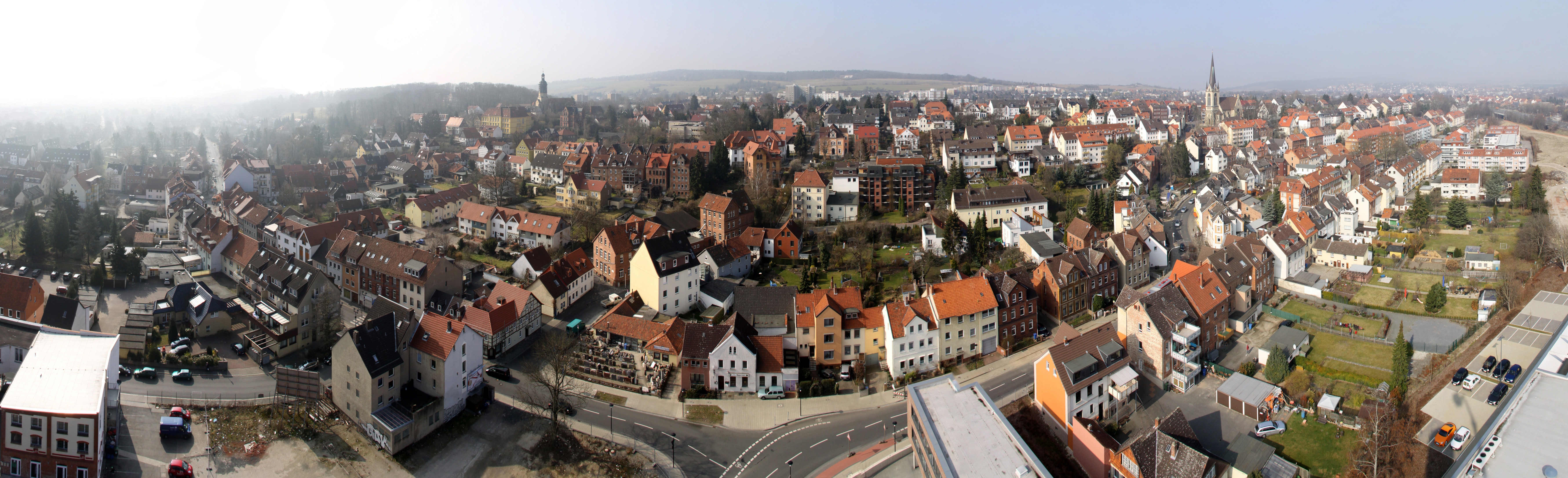
Panorama Moritzberg
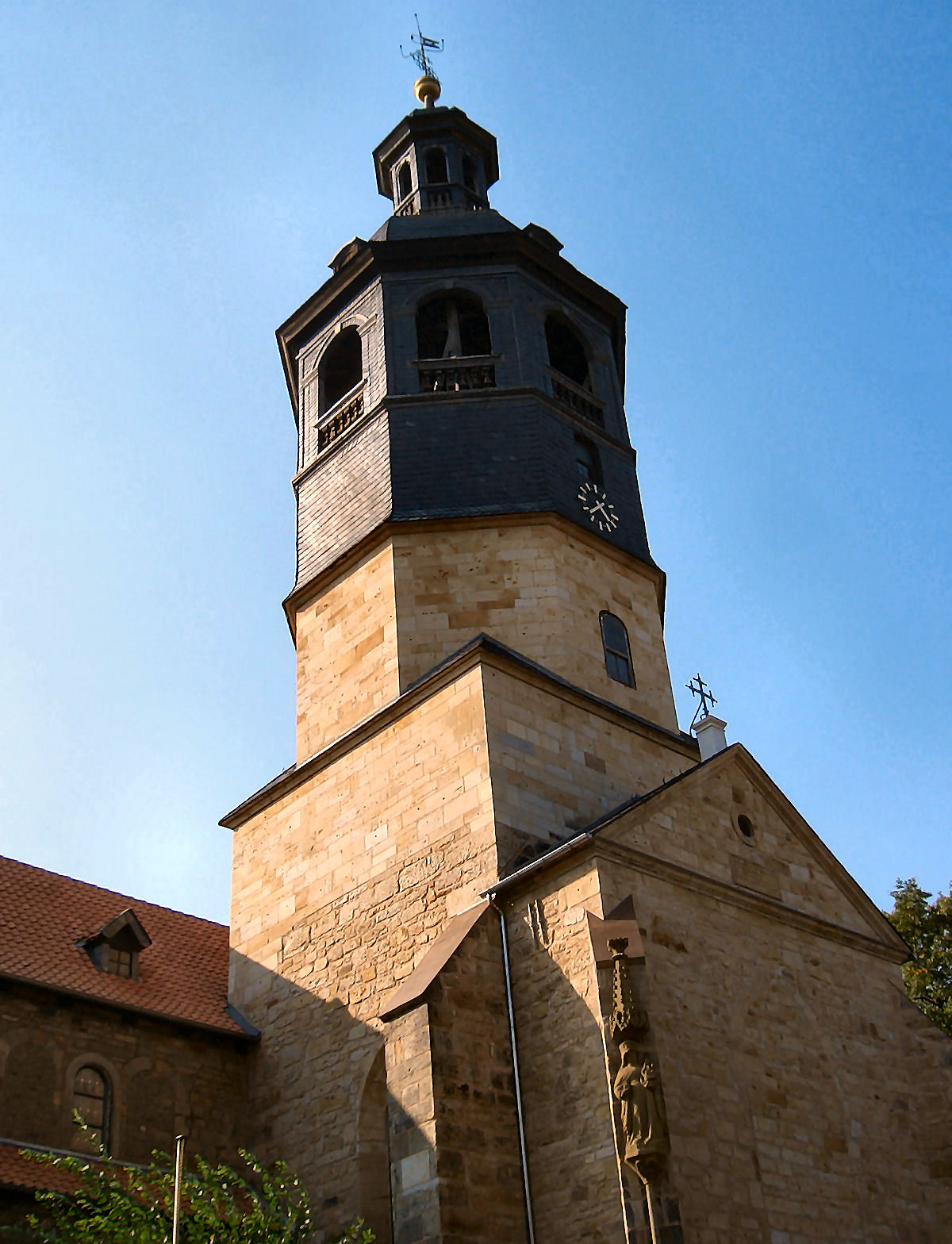
Toren van de St. Mauritiuskerk
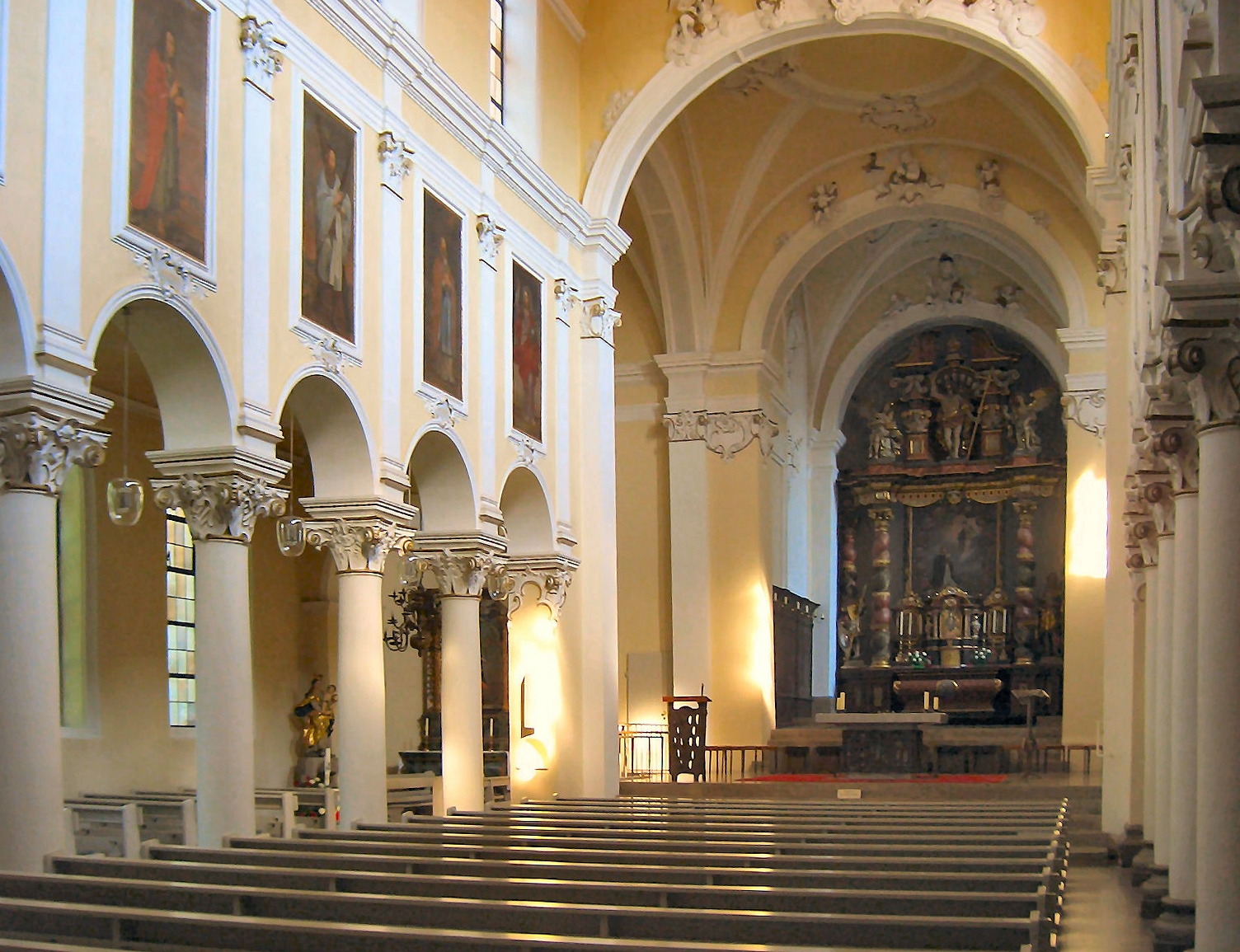
Interieur van de kerk
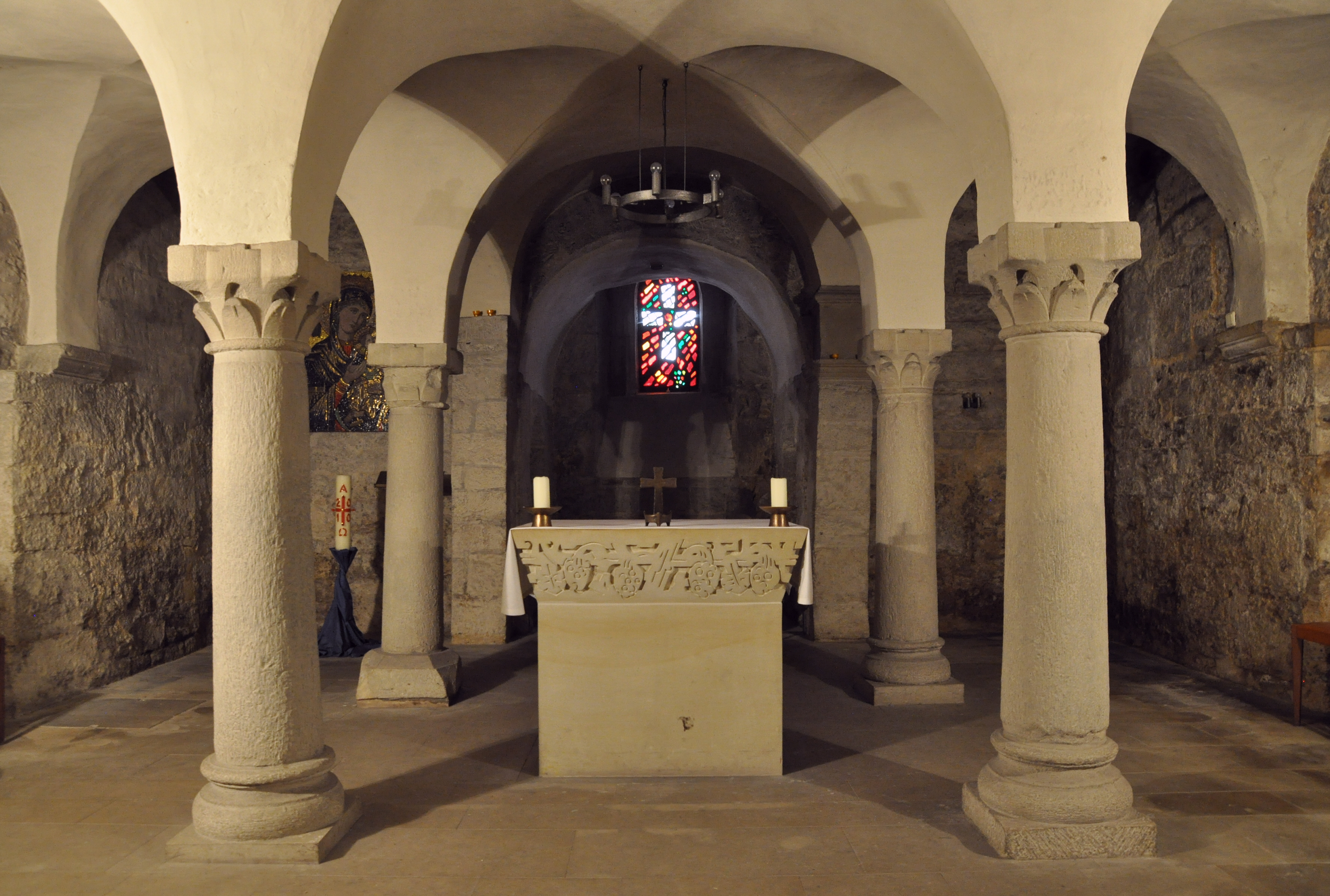
Crypte
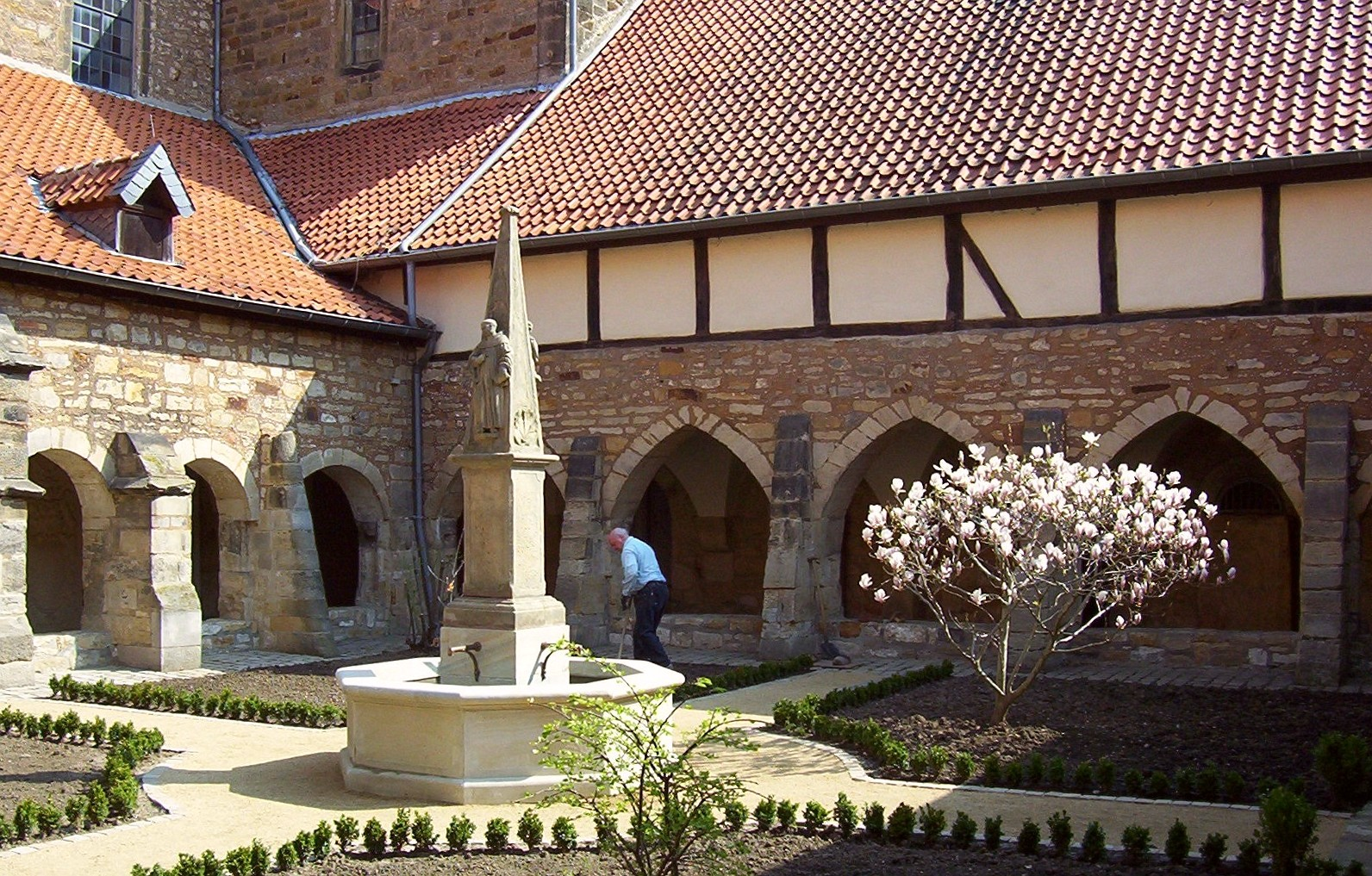
Kruisgang
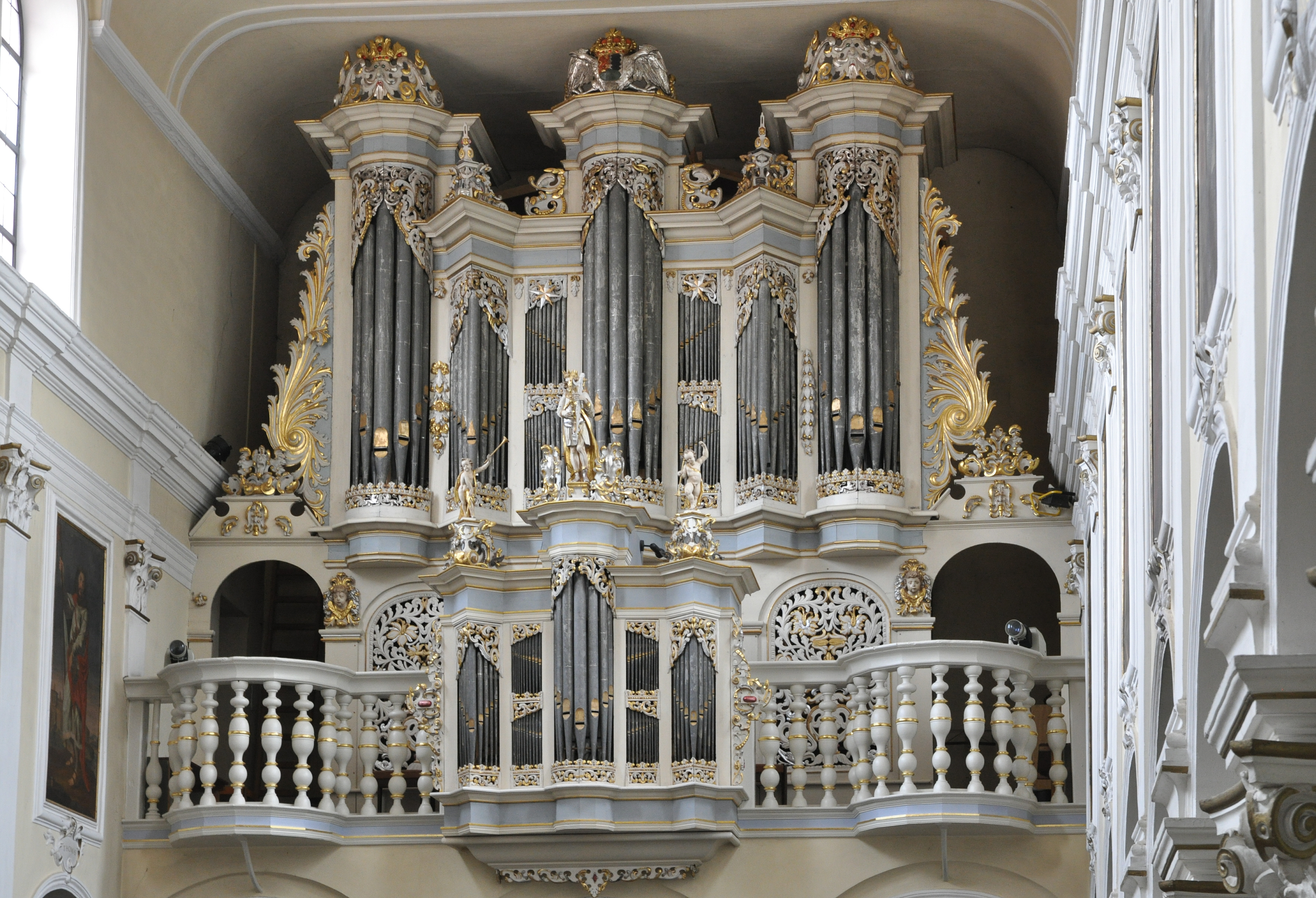
18e-eeuwse orgelkast (met modern kerkorgel)
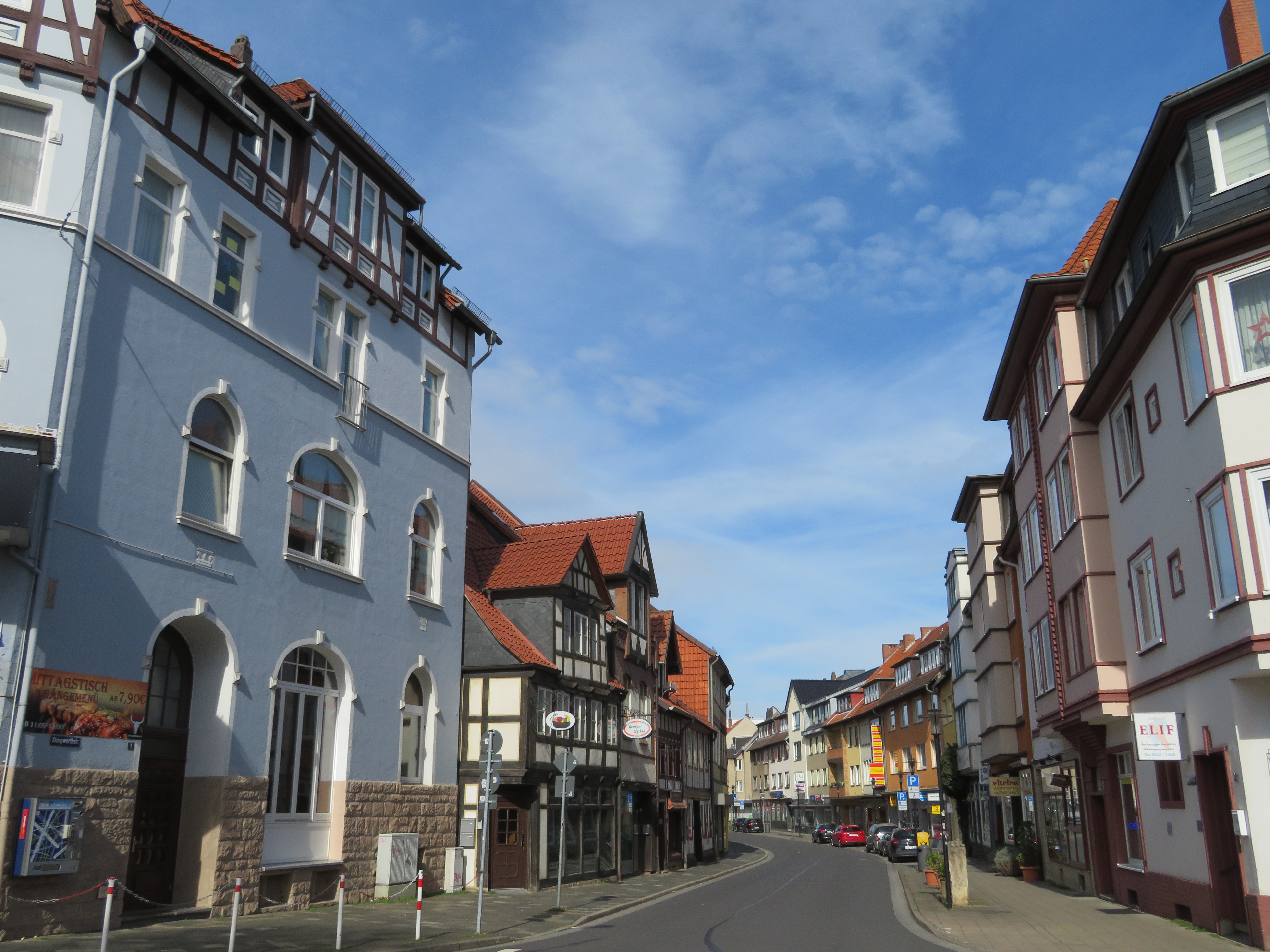
De winkelstraat Dingworthstraße
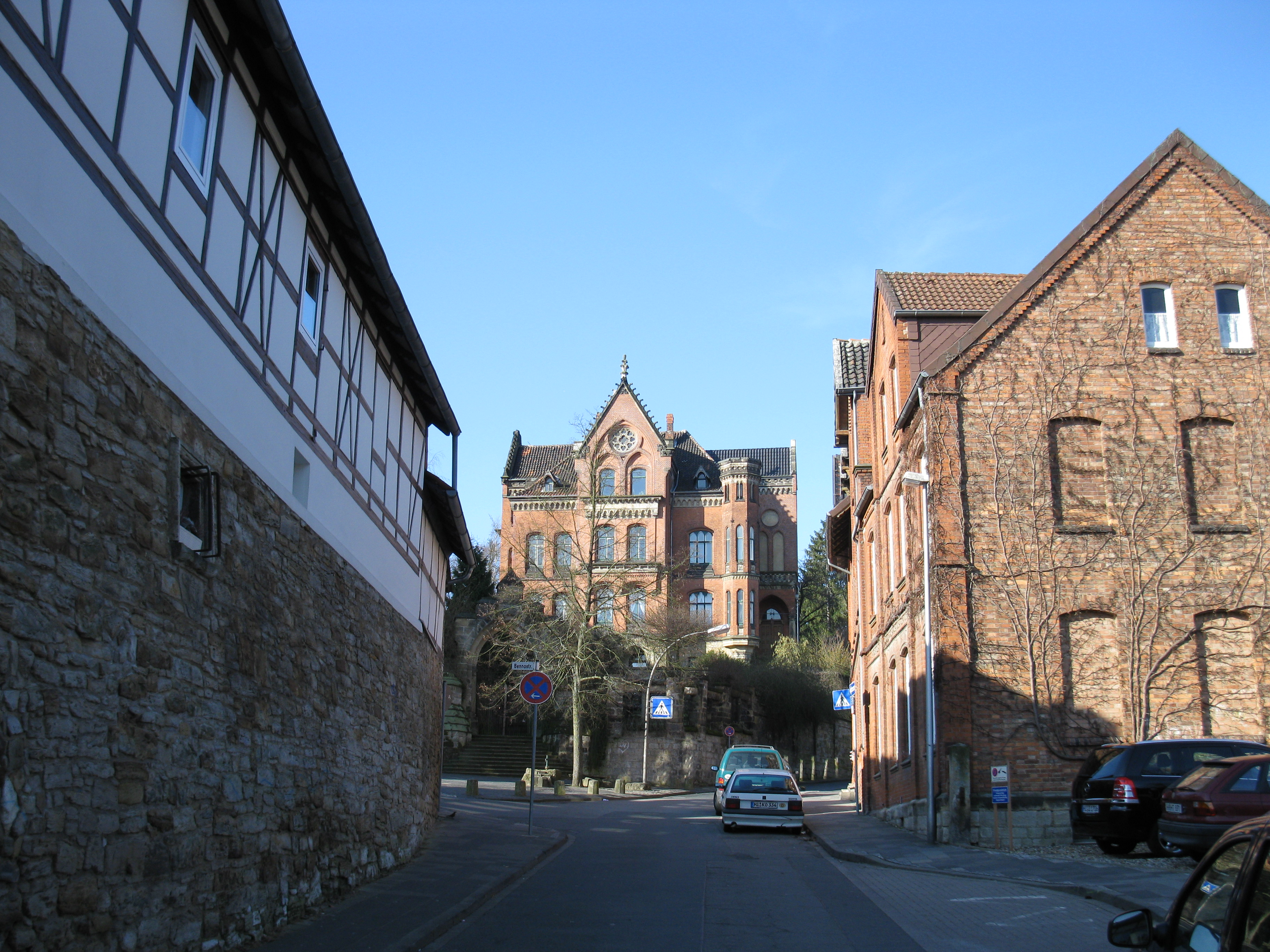
Zicht vanuit de Bergstrasse op Villa Windhorst

- Gemeinsame Normdatei: 4212295-8
- Library of Congress Control Number: n89660961
- Nationale Bibliotheek van Israël: 987007565000005171
- Virtual International Authority File: 167559889
- WorldCat: E39PBJwhtGhWWJRKJYGcdtHgrq